# Callithrix mauesi
Mico mauesi · Ouistiti du Rio Maués
Espèce
Synonymes
- Callithrix mauesi

Statut de conservation UICN

 LC  : Préoccupation mineure
Statut CITES
Le Ouistiti du Rio Maués (Mico mauesi ou Callithrix mauesi) est une espèce de primate de la famille des Callitrichidae.

## Autres noms
Maués marmoset, zebra marmoset.

## Taxonomie
Seulement décrit en 1992. Pourtant, un couple d’ouistitis du Rio Maués avait été importé vers les États-Unis en 1985 par le biologiste Marco Schwartz, qui n’avait su les identifier.

## Distribution
Nord du Brésil au sud de l’Amazone. Au sud de la confluence Solimões-Madeira, dans une zone délimitée à l’ouest par le Rio Abacaxís, à l’est par le Rio Maués-Açú et au nord par le Rio Urariá.

## Hybridation
Avec l’Ouistiti de Santarém (M. humeralifer) entre les sources des Rio Maués et Abacaxís. Un cas unique chez les ouistitis amazoniens.

## Habitat
Forêt pluviale primaire dense.

## Description
C’est l’ouistiti le plus sombre. Dos sombre traversé de taches et raies blanchâtres. Membres brun sombre givrés de poils argentés. Dessous chamois teinté d’orangé. Queue épaisse faiblement marquée d’une douzaine d’anneaux grisâtres. Pieds faiblement teintés d’orangé. Face rose, nue seulement au niveau du museau. Des poils noirâtres entourent le museau tandis qu’une bande brun argenté encadre chaque côté de la face. Reste de la tête sombre, y compris les oreilles touffues. Scrotum blanc rosâtre.

## Mensurations
Corps de 20 à 22 cm. Queue de 34 à 37,5 cm. Poids 370 g (de 315 à 405 g).

## Locomotion
Quadrupède.

## Comportements basiques
Diurne, arboricole et territorial.

## Alimentation
Frugivore, gommivore et insectivore.

## Conservation
Forêt d’État de Maués (Brésil).